# Claristori

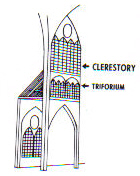
Claristori i trifori a una església gòtica

El claristori, en l'arquitectura, és el nivell més alt de la nau a una basílica romana o a una església romànica o gòtica. El seu nom és degut al fet que les seves obertures permeten il·luminar l'interior de l'edifici. Era ja utilitzat per l'arquitectura paleocristiana, a la que probablement va influir l'arquitectura hel·lenística, basíliques o palaus.